# Bruno Collet
Bruno Collet (Saint-Brieuc, 1965), és un director de cinema francès.

## Biografia
El 1990, Bruno Collet va obtenir el Diploma Nacional Superior en Arts Plàstiques a les Belles Arts de Rennes. Després va començar a treballar com a ajudant de fotògraf, després com a decorador en nombroses pel·lícules d'animació, sèries i vídeos musicals. El 1998 va dirigir la sèrie curta Avoir un bon copain per Canal+. El 2001, el seu primer curtmetratge Le Dos au Murés seleccionat, després premiat a la Setmana de la Crítica al Festival de Canes.
El rodatge de sèries i pel·lícules en Stop motion augmenten. Calypso is like so, pel·lícula homenatge a l’actor Robert Mitchum, és ressenyada per Turner Classic Movie, qui va encarregar Rest in Peace, una minisèrie humorística que representa les proves i les tribulacions d'un psico-assassí amant del cinema. El 2007, Bruno Collet va dirigir Le Jour de Gloire, una visió onírica de l'horror de les trinxeres durant la Primera Guerra Mundial. El 2009, va dirigir Le petit Dragon.
El 2011, el Forum des Images li va proposar una carta blanca mentre el festival belga Anima programa una retrospectiva dels seus curtmetratges. El mateix any, el Festival Nacional de Cinema d'Animació de Rennes va presentar La main au COLLET, una exposició sobre els seus curtmetratges. El 2014, va produir el tràiler oficial (en stop motion) del Festival Internacional de Cinema d'Animació d'Annecy. El gener de 2020, la seva pel·lícula Mémorable fou nominada a l'Oscar al millor curtmetratge.

## Filmografia

### Curtmetratges
- 2001 : Le Dos au mur
- 2003 : Calypso is like so
- 2007 : Le Jour de gloire...
- 2009 : Le Petit Dragon
- 2012 : Son Indochine
- 2019 : Mémorable

### Sèries
- 1999 : Avoir un bon copain
- 2004 : Rest in Peace o RIP
- 2005 : La Tête dans le guidon
- 2007 : La Tête dans les flocons
- 2012 : Petits Joueurs

## Distincions

### Premis
- Festival de Montmirail 2022: premi del jurat, premi del jurat de secundària i premi del públic per a Mémorable
- Festival del Curtmetratge de Clermont-Ferrand 2020 : premi del públic i premi d'efectes visuals per Mémorable
- VOID Copenhague 2020 : premi del públic per Mémorable
- Flickerfest Sydney 2020 : millor curtmetratge internacional d'animació per Mémorable
- Festival Internacional de Cinema d'Animació d'Annecy 2019: Curtmetratge de cristall, premi del públic i premi del jurat júnior per a un curtmetratge per Mémorable
- Anima Mundi 2019 : premi del jurat a la millor direcció artística, premi del públic al millor curtmetratge per Mémorable
- Festival Stop Motion de Montréal 2019 : premi del públic per Mémorable
- COLCOA L.A 2019 : millor curtmetratge d'animació per Mémorable
- BIAF 2019 : premi del públic i premi AniB's choice al millor curtmetratge internacional per Mémorable
- Festival Internacional de Cinema de Rhode Island 2013: millor pel·lícula d'animació per Son Indochine
- Festival Internacional de Cinema Comèdia de l'Alpe d'Huez 2010 : premi al curtmetratge per Le Petit Dragon
- [[[Festival Internacional de Cinema d'Animació de Brussel·les|Anima Brussels]] 2010: premi del públic al millor curtmetratge per Le Petit Dragon
- XLII Festival Internacional de Cinema Fantàstic de Catalunya 2009 : millor curtmetratge d'animació per Le Petit Dragon
- [[[Festival Internacional de Cinema Fantàstic de Neuchâtel]] 2009: millor curtmetratge i premi Studio Taurus per Le Petit Dragon

### Nominacions
- Premis Oscar de 2020: Mémorable nominat a l'Oscar al millor curtmetratge d'animació